# 郭況
郭 況（かく きょう、10年 - 59年）は、新末後漢初の政治家。冀州真定国藁城県の人。姉は光武帝の皇后郭聖通。祖父は真定恭王劉普。

## 事跡
| 姓名           | 郭況                                                                                         |
| 時代           | 新代 - 後漢時代                                                                              |
| 生没年         | 10年（始建国2年） - 59年（永平2年）                                                          |
| 字・別号       | 〔不詳〕                                                                                     |
| 本貫・出身地等 | 冀州真定国藁城県                                                                             |
| 職官           | 黄門侍郎→城門校尉→大鴻臚→特進                                                                |
| 爵位・号等     | 綿蛮侯→陽安侯→陽安節侯〔没後〕                                                               |
| 陣営・所属等   | 光武帝                                                                                       |
| 家族・一族     | 父：郭昌、母：郭主、姉：郭聖通 叔父：劉楊（劉揚）、義兄：光武帝 従兄弟：郭竟・郭匡、子：郭璜 |

真定国の名族の生まれである。父の郭昌は早くに死に、姉の郭聖通とともに母の郭主（劉普の娘）により育てられた。
建武元年（25年）、郭聖通が皇子劉彊を生む。当時16歳だった郭況も光武帝からその謹直な姿勢を好まれ、黄門侍郎に登用された。翌建武2年（26年）、郭聖通が皇后に立てられ、劉彊が皇太子となる。これに伴い、郭況も綿蛮侯に封じられた。皇后の弟である郭況の下には賓客が次々と集まり、また郭況は下士にも恭しく謙っていたため、声望を得ることになった。
建武14年（38年）、郭況は城門校尉に昇進する。しかし、この頃から郭聖通は寵愛が衰えたことに恨みを抱くようになる。建武17年（41年）、ついに郭聖通は廃后となり、陰麗華に取って代わられた。また、劉彊も自ら皇太子の地位を辞退した。ただ、この事件にもかかわらず、郭況はかえって大国の陽安侯に封じられることになる。また郭況を筆頭に、郭氏一族は次々と諸侯に封じられており、一族としてはむしろその地位を高めることになった。
建武20年（44年）、郭況は大鴻臚に昇進した。光武帝はしばしば郭況の邸宅を訪問し、膨大な賞与を与えた。このため、郭況の家は京師の人々から「金穴」と呼ばれたという。建武28年（52年）、郭聖通が死去すると、光武帝はこれを憐れみ、郭況の子である郭璜に淯陽公主を娶わせ、郎官として登用した。
明帝が即位すると、同じく帝舅であった陰識・陰就とともに特進となり、たびたび賞賜を授かった。郭況は、陰識・陰就とともに敬重な待遇を受け、また、事があれば必ず彼らは平等に遇された。
永平2年（59年）、郭況は死去した。享年50。節侯の諡号が贈られた。子の郭璜が後継している。